# Edson Marinho Duarte Monteiro
Edson Marinho Duarte Monteiro (* 15. November 1947 in São José de Ubá, Rio de Janeiro, Brasilien) ist ein brasilianischer Diplomat. Er hat den Rang eines Ministro de Primeira Classe da Carreira de Diplomata do Ministério das Relações Exteriores.

## Werdegang
Monteiro ist der Sohn von Manuel Duarte Monteiro und Laubélia Marinho Belga Monteiro.
1973 schloss Monteiro ein Studium in Sozialwissenschaften an der Universidade Federal do Rio de Janeiro ab. Im selben Jahr schloss er den Curso Preparatório à Carreira Diplomática (CPCD) ab und wurde 1974 dritter Sekretär im Auswärtigen Dienst. Sein erster Dienstposten war eine Assistenzstelle in der Abteilung Wirtschaft. 1975 wechselte er in die Abteilung Transport und Kommunikation und 1976 kam er an die Botschaft in Manila (Philippinen). 1978 kehrte Monteiro nach Brasilien zurück, als Assistent in der Abteilung Asien und Ozeanien. Im selben Jahr folgte die Beförderung zum zweiten Sekretär. 1980 wurde Monteiro Assistenzkonsul am Generalkonsulat in Los Angeles. An der University of Southern California erhielt er im selben Jahr einen Master in öffentlicher Verwaltung. 1982 wurde Monteiro zum ersten Sekretär befördert. Ab 1983 war er an der Botschaft in Canberra und ab 1987 in der Abteilung für Operationen zur Wirtschaftsförderung als Assistent. 1988 wurde Monteiro stellvertretender Chef der Abteilung Messen und Tourismus und 1989 diplomatischer Rat. 1990 wurde er zum Chef der Abteilung Grenzen und 1991 zum Chef der Abteilung Zentral- und Nordamerika.
Als Rat wechselte Monteiro 1992 an die Botschaft in Brüssel. 1996 wurde er Berater in der Abteilung Wirtschaftsförderung und 1997 befördert zum Ministro de Segunda Classe. 1998 ging Monteiro an die Botschaft in Peking als Ministerialrat. 2004 wechselte er als Leiter an die Abteilung Asien und Ozeanien und 2006 an die Agência Brasileira de Cooperação als Generalkoordinator für Zusammenarbeit mit Entwicklungsländern. 2007 wurde Monteiro zum Ministro de Primeira Classe befördert.
Am 25. Oktober 2007 wurde Monteiro von Präsident Luiz Inácio Lula da Silva zum neuen brasilianischen Botschafter in Osttimor ernannt. Die Bestätigung vom Bundessenat erfolgte am 5. Dezember 2007. Das Amt hatte Monteiro bis 2013 inne. Danach war er von 2013 bis 2017 Botschafter in Armenien.

## Auszeichnungen
- 1987: Ordem do Mérito do Trabalho, Brasilien, Offizier[1]
- 1996: Kronenorden, Belgien, Kommandeur[1]
- 2012: Ordem de Timor-Leste, Osttimor, Insígnia[4]